# Tránsito de Venus de 2012

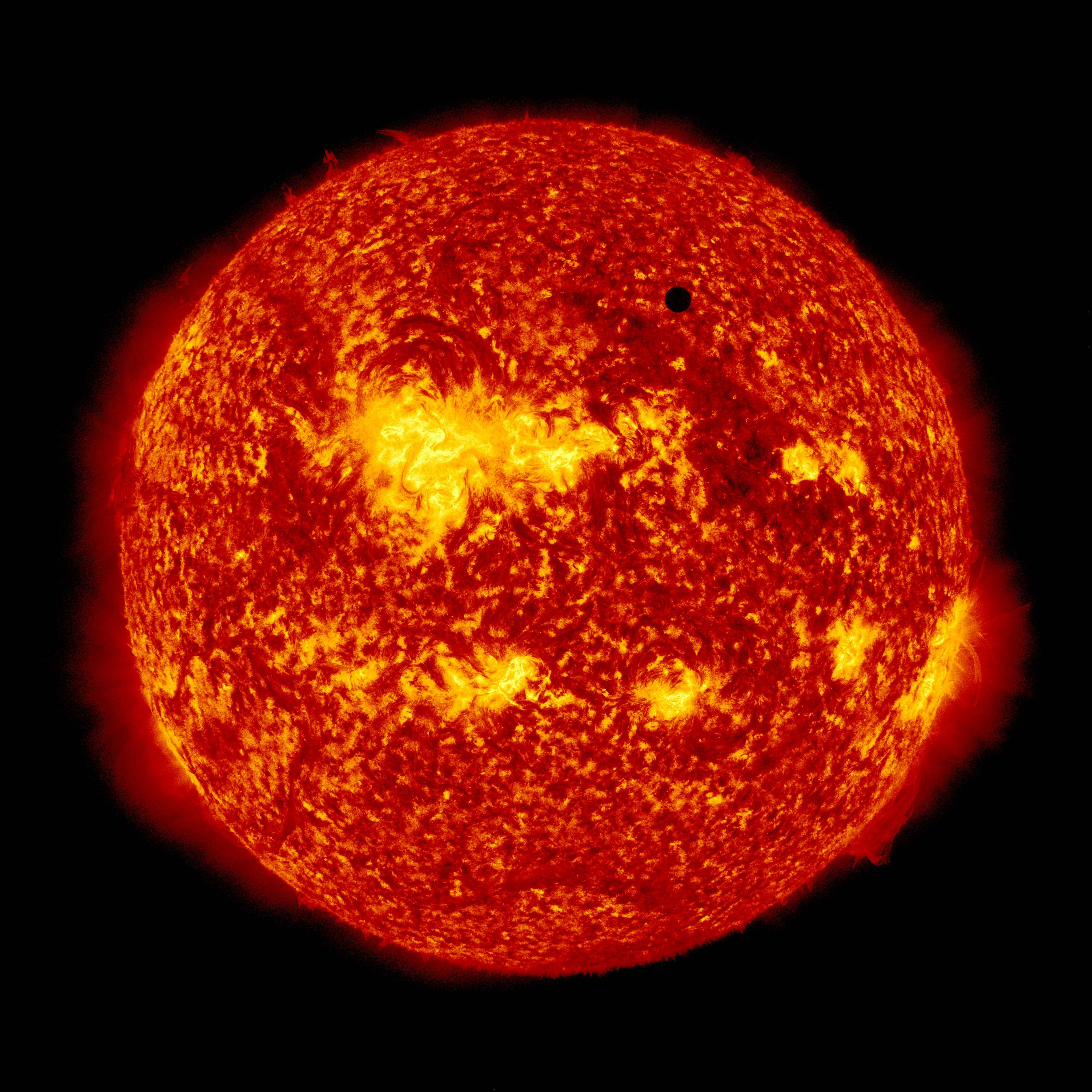
Imagen del tránsito tomada por el telescopio espacial Solar Dynamics Observatory de la NASA

El tránsito de Venus de 2012, fue un fenómeno astronómico en el cual el planeta Venus apareció como un disco pequeño oscuro moviéndose a través de la faz del Sol. Como todos los tránsitos de Venus, se debió a que este planeta se interpuso entre el Sol y la Tierra. Esto se pudo apreciar desde gran parte de nuestro planeta desde las 22:09 UTC del 5 de junio de 2012, hasta las 04:49 UTC del 6 de junio. En función de la posición del observador, el momento exacto puede variar hasta en ± 7 minutos. Los tránsitos de Venus se encuentran entre los fenómenos celestes previsibles más raros, presentándose en pares de ocho años de diferencia, con un patrón regular de 121,5 y 105,5 años entre pares consecutivos. El anterior tránsito de Venus ocurrió en junio de 2004 y el próximo no ocurrirá hasta diciembre de 2117.

## Visibilidad
El tránsito completo fue visible desde el oeste de Océano Pacífico, noroccidental de América del Norte, el noreste de Asia, Japón, el Filipinas, en el este Australia, Nueva Zelanda y el Ártico entre ellos al norte Escandinavia y Groenlandia En América del Norte, el Caribe, y el noroeste de Sudamérica, el comienzo del tránsito fue visible el 5 de junio hasta el atardecer. Desde el amanecer el 6 de junio, el fin del tránsito fue visible a partir del sur de Asia, Medio Oriente, este de África y la mayoría de Europa. No fue visible desde la mayor parte de Sudamérica, gran parte del Océano Atlántico y África occidental.

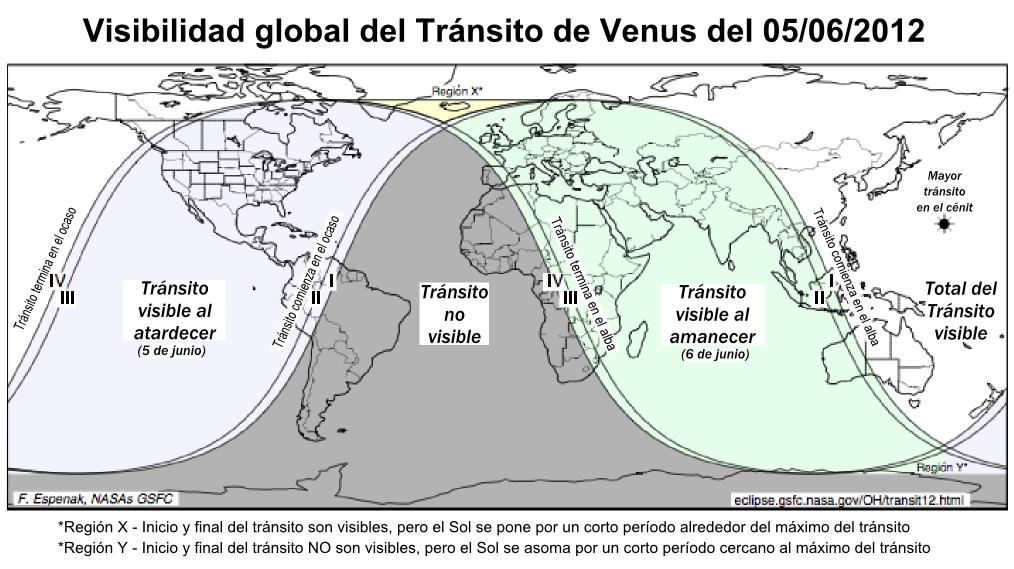
Recorrido del tránsito de Venus

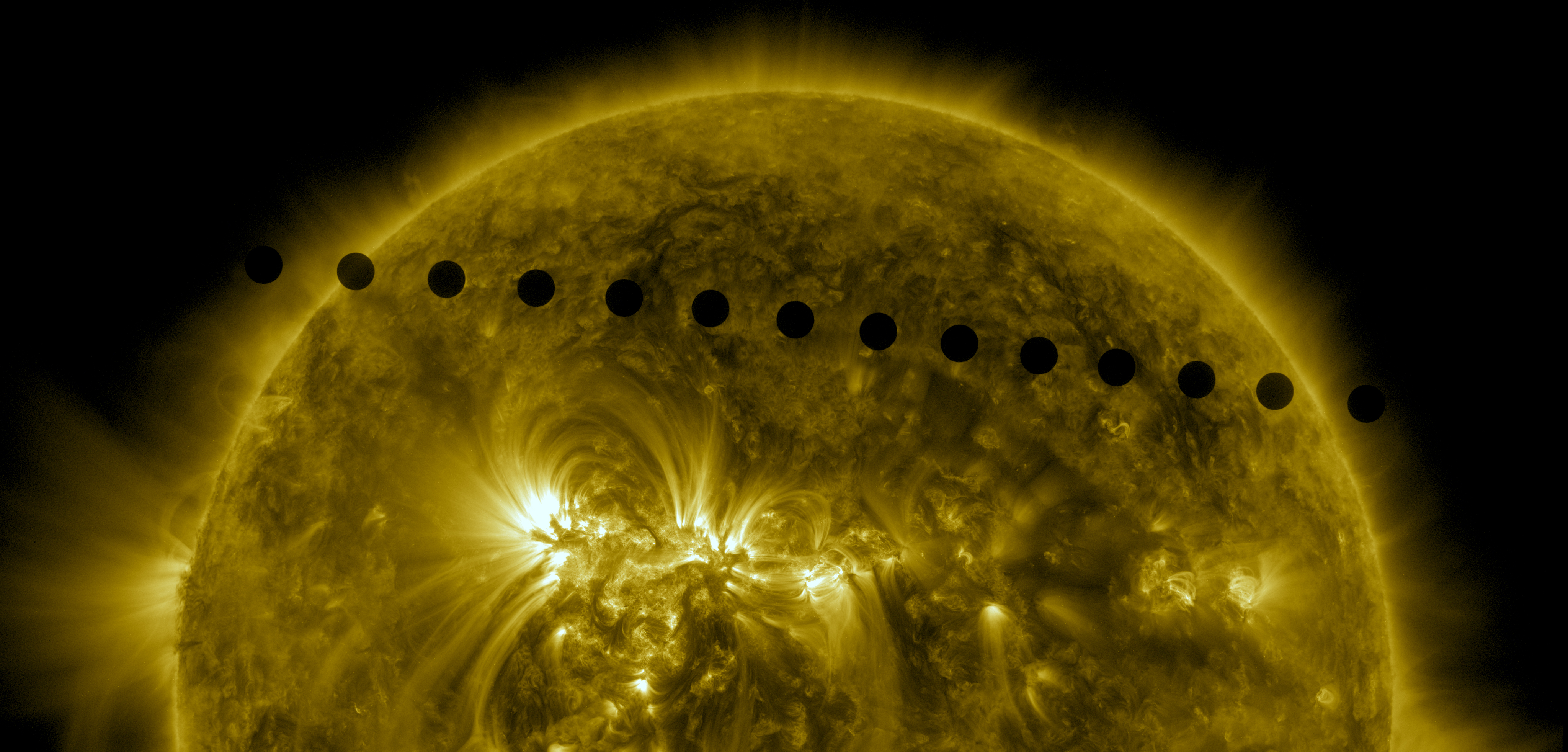
Fotografía del tránsito

## Investigación
El tránsito le otorgó a los científicos varias oportunidades de estudio, entre las cuales se pueden citar las siguientes:
- La medición de la caída del brillo de una estrella cuando es transitada por un planeta (Venus, en este caso), lo cual probablemente le resulte de ayuda a los astrónomos en la búsqueda de exoplanetas. A diferencia del tránsito de 2004, el de 2012 ocurrió durante una etapa activa del ciclo de 11 años del Sol, por lo cual pudo haber proporcionado datos para la detección de planetas que orbitan estrellas variables con gran cantidad de manchas.
- La medición del diámetro aparente de Venus durante el tránsito, para compararla con su diámetro previamente calculado. además, esto ha aportado información sobre cómo estimar el tamaño de exoplanetas.
- Observación de la atmósfera de Venus simultáneamente desde los telescopios en tierra y la nave espacial Venus Express. Esto otorgó una mejor oportunidad de comprender el nivel intermedio de la atmósfera de la que es posible obtener de un solo punto de vista a la vez, y debería proporcionar nueva información acerca del clima del planeta.
- El estudio mediante espectroscopia de la atmósfera de Venus, cuyo resultado, relacionado con lo que ya se sabe de ésta, permitirá establecer una base para el análisis de exoplanetas con atmósferas desconocidas.
- El Telescopio Espacial Hubble empleó la Luna como espejo para estudiar la luz reflejada por Venus para determinar también la composición de la atmósfera. Esto puede resultar ser otra técnica para estudiar exoplanetas.
- El gran número de lugares documentando el evento brindará mucha información a través de paralaje que generará aún más mediciones precisas.